# Nimbahera
Nimbahera là một thành phố và khu đô thị của quận Chittaurgarh thuộc bang Rajasthan, Ấn Độ.

## Địa lý
Nimbahera có vị trí 24°37′B 74°41′Đ / 24,62°B 74,68°Đ Nó có độ cao trung bình là 437 mét (1433 feet).

## Nhân khẩu
Theo điều tra dân số năm 2001 của Ấn Độ, Nimbahera có dân số 53.323 người. Phái nam chiếm 52% tổng số dân và phái nữ chiếm 48%. Nimbahera có tỷ lệ 67% biết đọc biết viết, cao hơn tỷ lệ trung bình toàn quốc là 59,5%: tỷ lệ cho phái nam là 76%, và tỷ lệ cho phái nữ là 58%. Tại Nimbahera, 15% dân số nhỏ hơn 6 tuổi.